# Alopoglossus copii
Alopoglossus copii — вид ящірок родини Alopoglossidae. Мешкає в Південній Америці. Вид названий на честь американського натураліста Едварда Копа.

## Поширення і екологія
Alopoglossus copii мешкають в Амазонії на території південної Колумбії, Еквадору і північного Перу. Вони живуть у вологих тропічних лісах в низовинах і передгір'ях Анд, серед опалого листя. Зустрічаються на висоті від 310 до 1390 м над рівнем моря. Живляться павуками, прямокрилими і термітами.